# Brother Sport
Brother Sport – trzeci singel zespołu Animal Collective z ich ósmego albumu Merriweather Post Pavilion, wydany 9 listopada 2009 roku.
Pitchfork Media umieścił go na 23. miejscu na liście najlepszych utworów 2009 roku.

## Lista utworów
1. Brother Sport – 5:50
2. Bleed (Live) – 9:42